# Sinus droit
Le sinus droit (ou sinus de la tente ou sinus perpendiculaire) (en latin : sinus rectus) est un sinus impair de la dure-mère.

## Description
Le sinus droit est médian situé dans l’angle de jonction de la faux du cerveau et de la tente du cervelet.
Le sinus droit n'est, à proprement parler, que la partie postérieure du sinus sagittal inférieur, mais il a bien plus d'ampleur que lui.
Il descend obliquement d'avant en arrière, sur le milieu de la tente du cervelet, occupant tout l'espace compris entre le sinus sagittal inférieur et la réunion du sinus longitudinal supérieur avec les sinus transverse.
Il s'élargit peu à peu d'avant en arrière. Sa forme est triangulaire. Les brides transversales et obliques sont plus nombreuses dans sa partie antérieure qu'elles ne le sont dans le sinus longitudinal supérieur.

## Afférences
En devant et en haut, il reçoit le sinus longitudinal inférieur.
Au-dessous de la racine antérieure et inférieure du sinus longitudinal inférieur, il reçoit les deux grandes veines cérébrales.

## Drainage
Le sinus droit rejoint en arrière le confluent des sinus.

## Variation
On observe avec une grande fréquence l'existence d'un drainage veineux asymétrique. Le sinus longitudinal supérieur se jette alors le plus souvent dans le sinus transverse droit et le sinus droit majoritairement dans le sinus transverse gauche